# Juan Elordi
Juan Manuel Elordi Tenaglia (ur. 21 sierpnia 1994 w Saladillo) – argentyński piłkarz występujący na pozycji lewego obrońcy, od 2024 roku zawodnik Racing Clubu.